# Rhinoglena kutikovae
Rhinoglena kutikovae är en hjuldjursart som beskrevs av De Smet och Gibson 2008. Rhinoglena kutikovae ingår i släktet Rhinoglena och familjen Epiphanidae. Inga underarter finns listade i Catalogue of Life.